# IC 5105
IC 5105 est une très vaste galaxie elliptique située dans la constellation du Microscope. Sa vitesse par rapport au fond diffus cosmologique est de 5 187 ± 20 km/s, ce qui correspond à une distance de Hubble de 76,5 ± 5,4 Mpc (∼250 millions d'al). Cette galaxie a été découverte par l'astronome américain Lewis Swift en 1897.
À ce jour, trois mesures non basées sur le décalage vers le rouge (redshift) donnent une distance de 49,700 ± 19,986 Mpc (∼162 millions d'al), ce qui est à l'extérieur des valeurs de la distance de Hubble. Notons que c'est avec la valeur moyenne des mesures indépendantes, lorsqu'elles existent, que la base de données NASA/IPAC calcule le diamètre d'une galaxie et qu'en conséquence le diamètre d'IC 5105 pourrait être d'environ 142 kpc (∼463 000 al) si on utilisait la distance de Hubble pour le calculer.

## Groupe d'IC 5105
Selon A. M. Garcia, NGC IC 5105 est la principale galaxie qui fait partie d'un groupe de galaxies qui porte son nom. Le groupe d'IC 5105 renferme au moins 19 membres. Les autres galaxies du groupe sont NGC 7057, NGC 7060, NGC 7072, NGC 7075, NGC 7087, NGC 7110, NGC 7130, IC 5105A, IC 5128, IC 5139, et huit galaxies du catalogue ESO.